# Élections législatives de 1914 dans la Haute-Marne
 (juillet 2025).
Si vous disposez d'ouvrages ou d'articles de référence ou si vous connaissez des sites web de qualité traitant du thème abordé ici, merci de compléter l'article en donnant les références utiles à sa vérifiabilité et en les liant à la section « Notes et références ».
Les élections législatives de 1914 ont eu lieu les 26 avril et 10 mai 1914.

## Élus
Les élus des élections législatives de 1914 dans l'Aude sont, :
|   | Circonscription | Député sortant |  | Groupe parlementaire | Député élu             |  | Groupe parlementaire |
| - | --------------- | -------------- |  | -------------------- | ---------------------- |  | -------------------- |
| 1 | Chaumont        |                |  |                      | Arthur Charles Dessoye |  | Gauche radicale      |
| 2 | Langres         |                |  |                      | Édouard Dessein        |  | Gauche démocratique  |
| 3 | Vassy           |                |  |                      | Albin Rozet            |  | Gauche radicale      |

## Résultats à l'échelle du département
| Partis         | Partis                                           | Premier tour | Premier tour | Deuxième tour | Deuxième tour | Sièges |
| Partis         | Partis                                           | Voix         | %            | Voix          | %             | Sièges |
| -------------- | ------------------------------------------------ | ------------ | ------------ | ------------- | ------------- | ------ |
|                | Parti républicain démocratique                   | 17 582       | 32,39        | 8 558         | 23,84         | 2      |
|                | Radicaux indépendants                            | 11 536       | 21,25        | 9 416         | 26,23         | 1      |
|                | Fédération républicaine                          | 8 138        | 14,99        | 8 606         | 23,97         | 0      |
|                | Action libérale populaire                        | 7 631        | 14,06        | 8 271         | 23,04         | 0      |
|                | Parti républicain, radical et radical-socialiste | 6 125        | 11,29        |               |               | 0      |
|                | Section française de l'Internationale ouvrière   | 2 637        | 4,86         | 470           | 1,31          | 0      |
|                | Divers                                           | 626          | 1,15         | 581           | 1,62          | 0      |
|                |                                                  |              |              |               |               |        |
| Inscrits       | Inscrits                                         | 66 589       | 100,00       | 43 342        | 100,00        | 3      |
| Votants        | Votants                                          | 55 085       | 82,72        | 36 295        | 83,74         |        |
| Abstention     | Abstention                                       | 11 504       | 17,28        | 7 047         | 16,26         |        |
| Blancs et nuls | Blancs et nuls                                   | 810          | 1,47         | 393           | 1,08          |        |
| Exprimés       | Exprimés                                         | 54 275       | 98,53        | 35 902        | 98,92         |        |

## Résultats par arrondissement

### Arrondissement de Chaumont
| Candidats      | Candidats              | Étiquette           | Premier tour | Premier tour | Deuxième tour | Deuxième tour |
| Candidats      | Candidats              | Étiquette           | Voix         | %            | Voix          | %             |
| -------------- | ---------------------- | ------------------- | ------------ | ------------ | ------------- | ------------- |
|                | Arthur Charles Dessoye | Radical indépendant | 8 727        | 48,94        | 9 416         | 52,25         |
|                | Courtier               | FR                  | 8 138        | 45,63        | 8 606         | 47,75         |
|                | Morel                  | SFIO                | 937          | 5,25         |               |               |
|                | Divers                 | Divers              | 31           | 0,17         |               |               |
|                |                        |                     |              |              |               |               |
| Inscrits       | Inscrits               | Inscrits            | 21 522       | 100,00       | 21 519        | 100,00        |
| Votants        | Votants                | Votants             | 18 088       | 84,04        | 18 309        | 85,08         |
| Abstention     | Abstention             | Abstention          | 3 434        | 15,96        | 3 210         | 14,92         |
| Blancs et nuls | Blancs et nuls         | Blancs et nuls      | 255          | 1,41         | 287           | 1,57          |
| Exprimés       | Exprimés               | Exprimés            | 17 833       | 98,59        | 18 022        | 98,43         |

### Arrondissement de Langres
| Candidats      | Candidats       | Étiquette           | Premier tour | Premier tour |
| Candidats      | Candidats       | Étiquette           | Voix         | %            |
| -------------- | --------------- | ------------------- | ------------ | ------------ |
|                | Édouard Dessein | PRD                 | 9 697        | 50,66        |
|                | Théophile Viard | PRRRS               | 6 125        | 32,00        |
|                | Clerget         | Radical indépendant | 2 809        | 14,67        |
|                | Valton          | SFIO                | 100          | 0,52         |
|                | Divers          | Divers              | 411          | 2,15         |
|                |                 |                     |              |              |
| Inscrits       | Inscrits        | Inscrits            | 23 235       | 100,00       |
| Votants        | Votants         | Votants             | 19 469       | 83,79        |
| Abstention     | Abstention      | Abstention          | 3 766        | 16,21        |
| Blancs et nuls | Blancs et nuls  | Blancs et nuls      | 327          | 1,68         |
| Exprimés       | Exprimés        | Exprimés            | 19 142       | 98,32        |

### Arrondissement de Vassy
| Candidats      | Candidats      | Étiquette      | Premier tour | Premier tour | Deuxième tour | Deuxième tour |
| Candidats      | Candidats      | Étiquette      | Voix         | %            | Voix          | %             |
| -------------- | -------------- | -------------- | ------------ | ------------ | ------------- | ------------- |
|                | Albin Rozet    | PRD            | 7 885        | 45,58        | 8 558         | 47,86         |
|                | Marcellot      | ALP            | 7 631        | 44,11        | 8 271         | 46,26         |
|                | Gelly          | SFIO           | 1 600        | 9,25         | 470           | 2,63          |
|                | Divers         | Divers         | 184          | 1,06         | 581           | 3,25          |
|                |                |                |              |              |               |               |
| Inscrits       | Inscrits       | Inscrits       | 21 832       | 100,00       | 21 823        | 100,00        |
| Votants        | Votants        | Votants        | 17 528       | 80,29        | 17 986        | 82,42         |
| Abstention     | Abstention     | Abstention     | 4 304        | 19,71        | 3 837         | 17,58         |
| Blancs et nuls | Blancs et nuls | Blancs et nuls | 228          | 1,30         | 106           | 0,59          |
| Exprimés       | Exprimés       | Exprimés       | 17 300       | 98,70        | 17 880        | 99,41         |